# 74439 Brenden
74439 Brenden este un asteroid din centura principală de asteroizi.

## Descriere
74439 Brenden este un asteroid din centura principală de asteroizi. A fost descoperit pe 6 februarie 1999 la Bâton-Rouge de Walter R. Cooney, Jr.. Asteroidul prezintă o orbită caracterizată de o semiaxă mare de 3,20 ua, o excentricitate de 0,18 și o înclinație de 5,6° în raport cu ecliptica.